# Esenbeckia schlingeri
Esenbeckia schlingeri är en tvåvingeart som beskrevs av Philip 1960. Esenbeckia schlingeri ingår i släktet Esenbeckia och familjen bromsar. Inga underarter finns listade i Catalogue of Life.